# Terminator 2
Terminator II (cunoscut și ca Shocking Dark, Alienators sau Contaminator) este un film SF italian din 1990 scris de Claudio Fragasso și regizat de Bruno Mattei.

## Fundal
În ciuda titlului filmului original și a afișelor care prezentau filmul ca fiind o continuare a filmului Terminator din 1984, această producție nu este oficial asociată cu filmul din 1984. Scenariul are mai multe în comun cu filmul din 1986 Aliens. La un an de la lansarea filmului lui Mattei, a fost produs și Terminator 2: Judgment Day (continuarea oficială a filmului Terminator din 1986).
Filmul nu a fost niciodată lansat în Statele Unite sub titlul său original din cauza unor probleme de acordare a licențelor.

## Prezentare
În viitor Veneția este expusă la contaminare chimică. O unitate specializată militară este trimisă în peșterile și prin tunelurile de sub oraș pentru a găsi supraviețuitori și de a-i salva din calea amenințărilor chimice care au ca rezultat monștrii mutanti.

## Actori
- Christopher Ahrens este Samuel Fuller (ca Cristopher Ahrens)
- Haven Tyler este Sara
- Geretta Geretta este Koster (ca Geretta Giancarlo Field)
- Fausto Lombardi este Lieutenant Franzini (ca Tony Lombardo)
- Mark Steinborn este Commander Dalton Bond
- Dominica Coulson este Samantha
- Clive Riche este Drake (ca Clive Ricke)
- Paul Norman Allen este Kowalsky
- Cortland Reilly este Caine
- Richard Ross este Price
- Bruce McFarland este Parson
- Al McFarland este Raphelson